# Боев, Игорь Иванович
Игорь Иванович Боев (род. 22 ноября 1989, Воронеж) — российский шоссейный велогонщик, выступающий с 2013 года за команду Gazprom-RusVelo. В 2012 году, выступая за любительскую команду «Итера-Катюша», выиграл многодневку «Пять колец Москвы»

## Выступления
2011
3-й Мемориал Виктора Капитонова
1-й Этап 3
2-й Baltic Chain Tour
4-й Чемпионат России в критериуме
2012
1-й  Чемпионат России в критериуме
1-й Grand Prix de la ville de Nogent-sur-Oise
1-й Этап 3 Circuit des Ardennes international
1-й Этап 2 Tour du Loir-et-Cher
1-й Кубок мэра
1-й Пять колец Москвы
1-й Этап 3
3-й Roue tourangelle
2014
Гран-при Адыгеи
1-й  Очковая классификация
1-й Этапы 2 и 5
Пять колец Москвы
1-й  Очковая классификация
1-й Этапы 2 и 4
Тур Кавказа
1-й Горная классификация
1-й Этап 2
2-й Мемориал Олега Дьяченко
2016
6-й Gran Premio della Costa Etruschi
7-й Grote Prijs Stad Zottegem
2017
5-й Чемпионат России в групповой гонке